# قطعنامه ۱۹۴۰ شورای امنیت
قطعنامه ۱۹۴۰ شورای امنیت سازمان ملل متحد که در تاریخ ۲۹ سپتامبر ۲۰۱۰ تصویب شد، سندی بین‌المللی دربارهٔ بررسی وضعیت در سیرالئون است. این قطعنامه طی نشست ۶۳۹۲ام با ۱۵ رای موافق، ۰ مخالف و ۰ ممتنع تصویب شد.